# Lewis Jamieson
Lewis Jamieson (Glasgow, 17 aprile 2002) è un calciatore scozzese, attaccante del St. Mirren.

## Carriera
Jamieson è cresciuto nel settore giovanile del St. Mirren con cui ha debuttato il 9 agosto 2020 nell'incontro di Scottish Premiership perso 3-0 contro i Rangers. Nel marzo 2021 è stato ceduto in prestito al Clyde fino al termine della stagione. Il 21 luglio è stato prestato all'Inverness ma nel mercato invernale il trasferimento è stato interrotto e Jamieson ha fatto ritorno al Clyde con la stessa formula.
Rientrato al St. Mirren, ha giocato un incontro di coppa di lega nel mese di luglio prima di partire nuovamente in prestito, questa volta all'Airdrieonians. Le buone prestazioni fornite nella prima parte di stagione (8 gol in 18 partite) hanno convinto il club a riportarlo alla base nel mercato invernale. Il 23 maggio ha firmato il rinnovo del contratto e l'8 novembre ha segnato il primo gol con il club bianconero contro l'Hibernian, fissando il punteggio sul 2-2 al 92'.

## Statistiche

### Presenze e reti nei club
Statistiche aggiornate al 24 aprile 2024.
| Stagione        | Squadra         | Campionato      | Campionato | Campionato | Coppe nazionali | Coppe nazionali | Coppe nazionali | Coppe continentali | Coppe continentali | Coppe continentali | Altre coppe | Altre coppe | Altre coppe | Totale | Totale | Totale |
| Stagione        | Squadra         | Comp            | Pres       | Reti       | Comp            | Pres            | Reti            | Comp               | Pres               | Reti               | Comp        | Pres        | Reti        | Pres   | Reti   |        |
| --------------- | --------------- | --------------- | ---------- | ---------- | --------------- | --------------- | --------------- | ------------------ | ------------------ | ------------------ | ----------- | ----------- | ----------- | ------ | ------ | ------ |
| 2019-2020       | St. Mirren      | SP              | 0          | 0          | CS+CdL          | 0               | 0               |                    | -                  | -                  | CC          | 4           | 0           | 4      | 0      |        |
| 2020-mar. 2021  | St. Mirren      | SP              | 2          | 0          | CS+CdL          | 0+1             | 0               |                    | -                  | -                  | CC          | 0           | 0           | 3      | 0      |        |
| mar.-giu. 2021  | Clyde           | 2D              | 12         | 4          | CS+CdL          | 3+0             | 0               |                    | -                  | -                  | CC          | 0           | 0           | 15     | 4      |        |
| 2021-gen. 2022  | Inverness       | 1D              | 8          | 1          | CS+CdL          | 1+1             | 0               |                    | -                  | -                  | CC          | 3           | 2           | 13     | 3      |        |
| gen.-giu. 2022  | Clyde           | 2D              | 13         | 5          | CS+CdL          | 0               | 0               |                    | -                  | -                  | CC          | 0           | 0           | 13     | 5      |        |
| ago. 2022       | St. Mirren      | SP              | 0          | 0          | CS+CdL          | 0+1             | 0               |                    | -                  | -                  | CC          | 0           | 0           | 1      | 0      |        |
| 2022-gen. 2023  | Airdrieonians   | 2D              | 18         | 8          | CS+CdL          | 0               | 0               |                    | -                  | -                  | CC          | 1           | 0           | 19     | 8      |        |
| gen.-giu. 2023  | St. Mirren      | SP              | 7          | 0          | CS+CdL          | 0               | 0               |                    | -                  | -                  | CC          | 0           | 0           | 7      | 0      |        |
| 2023-2024       | St. Mirren      | SP              | 16         | 1          | CS+CdL          | 2+4             | 0               |                    | -                  | -                  | CC          | 0           | 0           | 22     | 1      |        |
| Totale carriera | Totale carriera | Totale carriera | 76         | 19         |                 | 13              | 0               |                    | -                  | -                  |             | 8           | 2           | 97     | 21     |        |